# Codex Manesse
Codex Manesse, Große Heidelberger Liederhandschrift (slovensko Veliki heidelberški rokopis pesmi) ali Pariški rokopis, je pesniška zbirka in najobsežnejši vir srednjevisokonemške dvorne poezije (Minnesang). Napisan in ilustriran je bil večinoma okoli leta 1304, z dodatki do okoli leta 1340. Koschorreck in Werner sta leta 1981 ugotovila, da je pesniško zbirko pisalo nič manj kot enajst pisarjev. Nekateri so pisali istočasno.
Rokopis je več stoletij veljal za najlepše ilustriran rokopis v nemškem jeziku. Vsebuje 137 miniatur – portretov pesnikov. Shranjen je v knjižnici Univerze v Heidelbergu pod kataloško številko Cpg 848.  

## Vsebina
Codex Manesse je antologija del približno 135 minnesingerjev od sredine 12. do začetka 14. stoletja. Vsakega pesnika spremlja portret, ki mu sledi besedilo njegovega dela. Vpisi so urejeni približno glede na družbeni status pesnikov, začenši s cesarjem Svetega rimskega cesarstva Henrikom VI., kraljema Konradinom in Venčeslavom  II., katerim sledijo vojvode, grofi in vitezi do meščanov.
Večina pesmi je minnesang, obstajajo pa tudi druge zvrsti, vključno z basnimi in poučnimi pesmimi.
Najstarejši pesniki, predstavljeni v rokopisu, so bili v času njegovega pisanja že več kot stoletje mrtvi, medtem ko so bili drugi sodobniki. V dodatku so celo najnovejše pesmi, napisane v začetku 14. stoletja.
Na portretih so nekateri plemiči prikazani v polnem oklepu v njihovih heraldičnih barvah, torej s skritimi obrazi. Pogosto so prikazani kot udeleženci v dvoboju ali včasih v posameznem boju z mečem in ščitom, včasih tudi v dejanski bitki.
Nekatere podobe so motivirane z življenjepisom upodobljenca, nekatere pa so povezane s pesnikovim imenom. Dietmar, na primer, je upodobljen na muli,  saj se njegovo ime lahko razlaga kot »ljudski konj« (ali osel). Podobe navdihujejo tudi vsebine pesmi: Walther von der Vogelweide je prikazan v premišljeni pozi, ki se natančno ujema z opisom njega samega v eni njegovih najbolj znanih pesmi.

## Seznam pesnikov
1. 6r: Henrik VI. Hohenstaufen (1165–1197), cesar Svetega rimskega cesarstva
2. 7r: Konrad Mlajši (1252–1268)
3. 8r: »Kralj Tyro Škotski in njegov sin Fridebrant« (ni ime pesnikov, ampak naslov epske pesnitve iz prve polovice 13. stoletja)
4. 10r: Venčeslav II. (1271–1305), kralj Češke in Poljske
5. 11v: Henrik IV. Pravični (1258–1290), veliki vojvoda Poljske
6. 13r: mejni grof Oton IV. Brandenburški (1266–1308)
7. 14v: mejni grof Henrik III. Meissenski (1215–1288)
8. 17r: vojvoda Henrik I. Anhaltski (ok. 1170–1252)
9. 18r: vojvoda Ivan I. Brabantski (1252/1253–1294)
10. 20r: grof Rudolf Neuenburški  (ali Rudolf II., umrl 1192, ali njegov nečak Rudolf I., umrl 1258)
11. 22v: grof Kraft Toggenburški (verjetno Kraft III., umrl 1339)
12. 24r: grof Konrad Kirchberški (ali Konrad II., 1275–1326, ali njegov nečak Konrad III., 1281–1315)
13. 26r: grof Friderik Leiningenski (verjetno Friderik II., umrl 1237)
14. 27r: grof Oton Botenlaubenski (umrl 1244)
15. 29r: mejni grof Hohenburški (ali Diepold V. Vohburški, vladal 1205–1225, ali njegov sin Bertold IV., umrl 1256)
16. 30r: gospod Hendrik van Veldeke (umrl po 1184)
17. 32v: gospod Gottfried von Neifen (umrl1279)
18. 42r: grof Albrecht Haigerloški (Albreht II., umrl 1298)
19. 43v: grof Verner Homberški (umrl 1320)
20. 46v: gospod Jakob von Warte (umrl 1331)
21. 48v: brat Eberhard Saški (ustvarjal 1309)
22. 52r: gospod Valter von Klingen (ustvarjal 1240–1280. let)
23. 54r: gospod  Rudolf von Rotenburg (ustvarjal  1287)
24. 59v: gospod Heinrich von Hohensax  (verjetno Henrik II., 1235–1289)
25. 61v: gospod Heinrich von Frauenberg]] (ustvarjal 1284–1305)
26. 63r: von Kürenberg (12. stoletje)
27. 64r: gospod Dietmar von Aist (ustvarjal  1140–1160. let)
28. 66v: von Gliers (morda Vilhelm von Gliers, ustvarjal 1267–1317)
29. 69r: gospod Verner von Teufen (ustvarjal 1220)
30. 70v: gospod Henrik von Stretlingen (ali Henrik II., ustvarjal v 1250. letih, ali njegov sin Henrik III., umrl 1294)
31. 71v: gospod Kristan von Hamle (verjetno avtor Turingije, drugače neznan)
32. 73r: gospod Ulrik von Gutenburg (ustvarjal v 1170. letih)
33. 75v: gospod Henrik von der Mure (ustvarjal 1223–1263, dominikanski frater, prior v   Eichstättu in kasneje v Augsburgu)
34. 76v: gospod Henrik von Morungen]] (ustvarjal v 1210. letih)
35. 82v: točaj von Limpurg  (ali Valter I., ustvarjal  1230–1240. let, ali eden od njegovih sinov, Valter II. ali KOnrad I.)
36. 84v: točaj Ulrik von Winterstetten (ustvarjal  1250–1270. let)
37. 98r: gospod Reinmar von Hagenau (ustvarjal v poznem 12. stoletju)
38. 110r: gospod Burkart von Hohenfels (ustvarjal 1220–1230. let)
39. 113v: gospod Hesso von Reinach (1234–1275/76)
40. 115r: mestni grof Lienza (ustvarjal v zgodnjem 13. stoletju)
41. 116v: gospod Friderik von Hausen  (umrl po 1188)
42. 119v: mestni grof Rietenburga (ali Henrik IV., ustvarjal 1174–1184, ali Oton III., ustvarjal 1154–1185)
43. 120v: gospod Meinloh von Sevelingen (sredina 12. stoletja)
44. 122r: gospod Henrik von Rugge (ustvarjal v 1170. letih)
45. 124r: gospod Valter von der Vogelweide (ok. 1170 – ok. 1230)
46. 146r: gospod Hiltbold von Schwangau (ustvarjal  1221–1254)
47. 149v: gospod Wolfram von Eschenbach (ok. 1170 – ok. 1220)
48. 151r: von Singenberg, senešal St. Gallena (verjetno Ulrik von Singenberg, ustvarjal v 1220. letih
49. 158r: von Sachsendorf (neznan; morda ga omenja Ulrik von Lichtenstein kot služabnika  Friderika II. Avstrijskega)
50. 160v: Wachsmut von Künzingen (neznan, morda iz Clemencyja, Luksemburg)
51. 162v: gospod Wilhelm von Heinzenburg (verjetno Viljem III., ustvarjal 1264–1292)
52. 164v: gospod Leuthold von Hartberg]] (ustvarjal 1218)
53. 166v: gospod Walther von Metze (umrl pred 1276, sicer neznan)
54. 169v: gospod Rubin (neznan, sredina 13. stoletja)
55. 178r: gospod Bernger von Horheim (pozno 12. stoletje)
56. 179v: von Johansdorf (Albreht, ustvarjal  1172–1209)
57. 181v: gospod Engelhardt von Adelnburg (ali ustvarjal 1200 ali v 1220. letih, morda oče in sin z enakim imenom)
58. 182v: gospod Bligger von Steinach (verjetno Bligger II., ustvarjal od pozneg 12. stoletja do zgodnjega 13. stoletja)
59. 183v: gospod Wachsmut von Mühlhausen (ustvarjal  1267)
60. 184v: gospod Hartmann von Aue (ok. 1160 – ok. 1210)
61. 188r: gospod Reinmar von Brennenberg (ustvarjal v 1270. letih)
62. 190v: Johann von Ringgenberg (verjetno Johann I., 1291–1350)
63. 192v: maršal Albreht von Rapperswil (ustvarjal  ok. 1280)
64. 194r: gospod Oton vom Turne (ustvarjal po 1300)
65. 197v: gospod Goesli von Ehenhein (Strasbourški, sicer neznan)
66. 201r: von Wildonie (verjetno Herrand II., poročen s hčerko Ulrika Lichtensteinskega)
67. 202v: von Suonegge (verjetno Konrad von Suonegge, ustvarjal 1220–1230. let)
68. 204r: von Scharpfenberg (sredina 13. stoletja)
69. 205r: gospod Konrad der Schenk von Landeck (Thurgauski, 1271–1306)
70. 213r: »der Winsbeke« (nepomemben ali celo izmišljena oseba)
71. 217r: »die Winsbekin« (domnevni avtor spremne didaktične pesmi mati-hči; za Winsbekina ni jasno, ali je zgodovinska ali izmišljena oseba)
72. 219v: »Klingsor Ogrski« (izmišljeba oseba, ki predstavlja pesem Pevčeva vojna)
73. 226v: Kristan von Luppin Turingijski (ustvarjal v 1290. letih)
74. 228r: gospod Henrik Hetzbold von Weißensee (zgodnje 14. stoletje)
75. 229v: Düring (neprepoznan turingijski pesnik iz poznega 13. stoletja)
76. 231r: Winli (neprepoznan alemanski pesnik; ok. 1300)
77. 237r: gospod Ulrik on Liechtenstein (ok. 1200–1275)
78. 247v: von Munegiur (Ulrik, sicer nezunan)
79. 248v: von Raute (Hartwig, ustvarjal ok. 1200, sicer neznan)
80. 249v: gospod Konrad von Altstetten (morda župan St. Gallena, dokazan 1320–1327)
81. 251r: gospod Bruno von Hornberg (verjetno Bruno II, ustvarjal 1275–1310)
82. 252r: gospod Hug von Werbenwag (ustvarjal sredi 13. stoletja)
83. 253v: der Püller (Konrad »Apulijec« von Hohenburg, verjetno udeleženec pohodov Rudolfa I. proti Otokarju II. leta 1278)
84. 255r: von Trostberg (neprepoznan član argovinskih ali tirolskih ministerialov)
85. 256v: Hartmann von Starkenberg (ali Hartmann I., ustvarjal v  1250. letih, ali njegov sin Hartmann II., ustvarjal v 1270. letih)
86. 257v: von Stadeck (Rudolf II., eden od vodilnih štajerskih minnesingerjev, ustvarjal  1230–1250. let)
87. 258v: gospod  Brunwart von Augheim (pozno 13. stoletje)
88. 261r: Von Stamheim (neprepoznan; ustvarjal  ok. 1240. let)
89. 262v: gospod Goeli Badenski (13. stoletje)
90. 264r: der Tannhäuser (ustvarjal 1240–1260. leta, opisan kot član Tevtonskega viteškega reda)
91. 271r: von Buchheim (druga polovica 13. stoletja)
92. 273r: gospod Neidhart von Reuental (rojen okoli 1200 v Spodnji Bavarski)
93. 281v: mojster  Henrik Teschler (Zürich, druga polovica 13. stoletja, ustvarjel pod pokroviteljstvom družine Rüdigerja Manesseja)
94. 285r: Rost, Kirchherr zu Sarnen (Zürich med letoma 1313 in 1330; verjetno sodeloval pri ustvarjanju Kodeksa kot pisar)
95. 290r: der Hardegger (verjetno Henricus de Hardegge Rebsteinski, ustvarjal  1230–1270. leta)
96. 292v: šolnik von Eßlingen (pozno 13. stoletje)
97. 295r: Walther von Breisach (brez portreta)
98. 299r: Von Wissenlo (verjetno Wiesloch; neprepoznan)
99. 300r: von Wengen (Burchard, ustvarjal  1230–1270. leta, član ministerialov grofov Toggenburgških)
100. 302r: gospod Pfeffel (neprepoznan, sredina 12. stoletja)
101. 303r: der Taler (morda Leuthold von Tal, ustvarjal  1250)
102. 305r: der »tugendhafte Schreiber« (»Vrli pisar«, neprepoznan)
103. 308v: Steinmar (morda Bertold Steinmar von Klingnau, ustvarjal v drugi polovici 13. stoletja)
104. 311r: gospod Alram von Gresten (neprepoznan, morda iz Grestena v Spodnji Avstriji)
105. 312r: gospod Reinmar der Fiedler (neprepoznan, fl. mid 13th century)
106. 313r: gospod Hawart (morda Hawardus de Holzwane, leta 1258 kanonik v Augsburgu)
107. 314v: gospod Günther von dem Vorste (neprepoznan)
108. 316v: gospod Friderik der Knecht (neprepoznan; njegove pesmi so pisane v avstrijsko-bavarskem narečju; prva polovica 13. stoletja; portret prikazuje Friderika kot viteza, ki na konju ugrablja dekle in se bori proti zasledovalcem)
109. 318r: mestni grof Regensburga (verjetno Henrik III. von Stevening, ustvarjal  1126–1177)
110. 319r: gospod Niune (neprepoznan; verjetno ni bil pesnik, ampak lastnik pesmarice. ki se je uporabila kot vir tega dela zbirke)
111. 320v: gospod Geltar (neprepoznan; pesem je datirana v obdobje med letoma 1230 in  1250, morda iz Spodnje Avstrije)
112. 321v: gospod Dietmar der Setzer (neprepoznan; portret ga prikazuje kot konjenika z mečem in ščitom)
113. 323r: gospod Reinmar von Zweter (ustvarjal v 1230. letih)
114. 339r: der Junge Meißner (neprepoznan; pesmi so pisane v osrednjem nemškem narečju)
115. 342r: der Alte Meißner (brez portreta)
116. 342v: von Obernburg (neprepoznan; verjetno sredi 13. sroletja; iz Gornjega grada)
117. 344v: brat Wernher (neprepoznan; srdina 13. stoletja)
118. 349r: der Marner (verjetno marinaere, mornar; neprepoznan, vendar omenjen kasneje (mojster Rumslant))
119. 355r: Süßkind von Trimberg (neprepoznan, druga polovica 13. stoletja)
120. 358r: (neznan pesnik)
121. 359r: von Buwenburg  (verjetno Ulrik von Buwenburg, ustvarjal 1260)
122. 361r: Henrik von Dettingen (dobro dokumentiran v obdobju 1236–1300; iz družine ministerialov Reichenauske opatije)
123. 362r: Rudolf der Schreiber (neprepoznan)
124. 364r: mojster Gottfried von Straßburg (umrl okoli 1210)
125. 371r: mojster Johannes Hadlaub (Züriški, ustvarjal 1300, verjetno redaktor Kodeksa)
126. 381r: Regenbogen (neprepoznan alemanski pesnik, upodobljen kot kovač)
127. 383r: mojster Konrad von Würzburg (umrl 1287)
128. 394r: Kunz von Rosenheim (neprepoznan; morda ni bil pesnik, ampak lastnik pesmarice, ki je služila kot vir)
129. 395r: Rubin von Rüdeger (neprepoznan)
130. 396r: der Kol von Nüssen (neprepoznan, morda iz Neunzena; njegove pemi so datirane v 1230. ali 1240. leta)
131. 397v: der Dürner (neprepoznan, morda iz Mengena, Švabska)
132. 399r: mojster Henrik Frauenlob (Henrik von Meißen, rojen okoli 1250)
133. 407r: mojster Friderik von Sonnenburg (neprepoznan; pesmi so datirane v tretjo četrtino 13. stoletja)
134. 410r: mojster Sigeher (ustvarjal  1250–1260. leta; morda istoveten s Sicheriusom iuculatorjem, dejavnem v Metzu, morda Tirolec)

1. 412r: der wilde Alexander (neprepoznan alemanski pesnik iz poznega 13. stoletja)
2. 413v: mojster Rumslant (ustvarjal v poznem 13. stoletju: iz severne Nemčije)
3. 415v: Spervogel (»Vrabec«; pod tem psevdonimom so pisane pesmi dveh avtorjev; sredina do druga polovica 12. stoletjs)
4. 418r: Boppe (Bonndorfski, umrl leta 1320; v letih 1276–1305 je služil kot upravnik grofa Nellenburškega)
5. 422r: der Litschauer (neprepoznan )
6. 423v: der Kanzler (»Komornik«", druga polovica 13. stoletja, verjetno Aleman)

## Zgodovina rokopisa
Pokrovitelj pisanja kodeksa je bila družina Manesse iz Züricha, domnevno Rüdiger II. Manesse (rojen pred 1252, umrl po 1304). Hiša Manesse je v poznem 14. stoletju propadla in leta 1393 prodala svoj grad. Usoda kodeksa v 15. stoletju ni znana, vendar je do leta 1590 prešel v last barona Johanna Philippa iz Hohensaxa. Dva njegova prednika sta celo upodobljena v kodeksu na folijih 48v in 59v. Leta 1604 je Melchior Goldast objavil odlomke poučnih besedil iz kodeksa.
Po letu 1657 je bil kodeks v francoski kraljevi knjižnici, od koder je prešel v Bibliothèque Nationale, kjer je rokopis leta 1815 preučeval Jacob Grimm. Leta 1888 je bil rokopis po dolgih pogajanjih prodan Bibliotheca Palatina v Heidelbergu po javnem razpisu, ki sta ga vodila Viljem I. in Otto von Bismarck.
Prve kritične izdaje Codexa Manesse so se pojavile v začetku 19. stoletja. Na kodeks se pogosto sklicujejo peučevalci minnesanga.
Dva lista prepisa  iz 15. stoletja, imenovana Troßsche Fragment, sta bila shranjena v berlinski državni knjižnici, vendar sta leta 1945 izginila.

## Galerija
- Folij 127r: Dela Waltherja von der Vogelweideja
- Folij 124r: Walther von der Vogelweide
- Konrad Mlajši (Konradin) med sokolarji
- Vojvoda Ivan I. Brabantski
- Codex Manesse, razstavljen v Heidelberški univerzitetni knjižnici

## Opomba
1. ↑   Natančno število avtorjev je sporno. Od skupaj 140 vnosov  so nekateri avtorji očitno izmišljeni, na primer  »Klingsor Ogrski« in »kralj Tyro Škotski«.  Drugi so lahko izmišljeni ali pa tudi ne. Nekateri vnosi lahko vključujejo zgodovinske pesnike, vendar združujejo pesmi več avtorjev.

## Vira
- Walter Koschorreck, Wilfried Werner, ur. Kommentar zum Faksimile des Codex Manesse: Die grosse Heidelberger Liederhandschrift. Kassel: Ganymed. 1981.
- Encyclopædia Britannica (1911).